# Presszó (film)
A Presszó 1998-ban készült színes, magyar 35 mm-es nagyjátékfilm, amely Sas Tamás elsőfilmes rendezése volt. A filmet Sas Tamás és Németh Gábor írta. A mozifilm három barátnő életét követi nyomon, akiknek törzshelyük a kávézó, és mindhárman ugyanabba a férfiba szerelmesek.
Az alkotás különlegessége, hogy a kamera a cselekményt plánozás helyett egyetlen nézőpontból mutatja egy éven át a véletlenszerűen cserélődő emberekkel egy kávézó asztalánál, így megismerve a történetüket. 
2008-ban – 10 évvel később – tévésorozat is készült Presszó 10 év címmel. A 12 részes, kb. 50 perces epizódokból álló sorozat az M1-en volt látható (később az M3 is vetítette). Az epizódokból mozifilmváltozat is készült, amely elsősorban a három nő, illetve a csábító történetére koncentrált.

## Tartalom
A presszó mindennap reggel nyolckor nyit. Állandó vendégek: a minden problémát megoldó Professzor, a családjának terhes pszichológus doktornő, Blanka, aztán Gabika, a feleségét titkon követő és megleső, ifjú férj, Figura, a feketemunkát kereső fiatalember, s végül a főszereplők, a három fiatal dolgozó nő, az értelmiségi Bori, Anna, az elvált, gyermekét egyedül nevelő hivatalnoknő és Dóri, a szexis kozmetikusnő. A nők találkozásai és beszélgetései egyre inkább egy Gábor nevű fiatalember köré szerveződnek, akit Bori hoz a presszóba először, de aki hamarosan mindhármójukkal egyenként szerelmi viszonyt létesít. Nemsokára Bori és Anna – mint mondják – gyermeket várnak a férfitől. A presszóban tartott, szűkkörű és féktelen szilveszteri buliról csak Gábor hiányzik. A nők bosszút esküsznek, amit a Professzor kész végrehajtatni. A kétbalkezes bérgyilkos, Figura azonban félreértésből az éppen új életre készülődő Gabikát lövi le. A Tulajhoz az esti zárás után váratlanul csatlakozik a lánya, akit évek óta nem látott.
Sas Tamás: „Spanyolviasz. Volt egy elmesélhető történetünk és volt egy módszerünk a mesélésre. Egy napon úgy éreztük, az Isten is egymásnak teremtette őket. Történet és módszer, avagy a presszó és presso. A magyar játékfilm igazi tétje már régóta az, hogyan tud erényt csinálni a szükségből. Ez a film is erre tesz kísérletet. A filmes eszközök redukciójára és az ábrázolás intenzitásának emelésére törekszik. Mesterségesen megfosztjuk magunkat a helyszín- és a plánváltás bevált eszközeitől, így nem marad más, mint a színészi eszközök, a szöveg, a belső ritmus és belső vágás használata. Ez a módszer a feszültségteremtő erőket zárt térbe szorítja, és szigorúan betartja az ábrázolás terének határait is. A kamera egyetlen gépállásból, lemondva az esztétizáló képelgés szinte valamennyi technikai eszközéről, akár egy rezzenéstelen szempár, figyeli történetünket. Egy presszóasztal köré véletlenszerűen csoportosuló emberek történetét, majd egy éven át. A presszó Budapest egyik mellékutcájában van, a VI-VII. kerület környékén. Nyolckor nyit, de akkor zár, mikor az utolsó vendég is távozott. Az asztalnál folyamatosan váltják egymást a vendégek. Egy idő után fedezzük fel az ismétlődéseket, a presszó életének ritmusát. Felismerjük a visszatérő alakokban a történet szereplőit, a törzsvendégeket, az egyszerűnek induló, de egyre bonyolódó történetszövevény összefüggéseit. Az asztal egymást váltó vendégeinek történetei lassanként egyetlen történetté fonódnak össze.”

### Szereplők
- Máté Gábor (Tulaj)
- Söptei Andrea (Anna)
- Fullajtár Andrea (Bori)
- Kecskés Karina (Dóri)
- Stohl András (Gábor)
- Benedek Miklós (Professzor)
- Lázár Kati (Blanka)
- Rajkai Zoltán (Gabika)
- Szacsvay László (Ügynök)
- Méhes László (Pincér)
- Kaszás Géza (Zsaroló)
- Andorai Péter (Nyomozó)
- Harkányi Endre (Galériás)
- Bán János (Gyilkos)
- Hajdu Szabolcs (Dani)
- Deutsch Anita (Gabika felesége)
- Lengyel Ferenc (Szerető)
- Ónodi Eszter (Tulaj lánya)
- Jaksity Kata (Blanka menye)

## Díjak
- 1998 Magyar Filmszemle, legjobb első filmes díja, legjobb forgatókönyv díja
- 1998 Cottbus Nemzetközi Filmfesztivál, különdíj